# 이경주
이경주(1952년 8월 8일 ~ )는 대한민국의 언론인이다.

## 학력
- 중앙대학교

## 경력
- 1978년 : KBS 입사
- KBS 보도국 스포츠 취재부 기자
- 2007년 ~ 2008년 : KBS 보도본부 라디오 뉴스제작팀

## 진행
| 연도        | 방송사        | 제목        | 담당 | 비고 |
| ----------- | ------------- | ----------- | ---- | ---- |
| 2004 ~ 2006 | KBS 제1라디오 | 시사 플러스 | 진행 | 평일 |
| 2007 ~ 2008 | KBS 제1라디오 | 뉴스초점    | 진행 | 평일 |